# Copa Sudamericana 2002
Navigation
Édition suivante
La Copa Sudamericana 2002 est la première édition de la Copa Sudamericana, la compétition instaurée par la CONMEBOL, réservée aux meilleurs clubs des championnats d'Amérique du Sud et disputée en deuxième partie de saison (d'août à décembre). Le vainqueur rencontre le club sacré en Copa Libertadores 2002 lors de la Recopa Sudamericana.
Disputée sous forme de matchs aller-retour à élimination directe, elle se distingue de la Libertadores par le fait que son tour préliminaire oppose les clubs d'un même pays. Pour cette édition inaugurale, l'ensemble des fédérations de la CONMEBOL envoient deux équipes, à l'exception de l'Argentine, qui a droit à cinq places. Pour des raisons inhérentes au calendrier du championnal national à 26 équipes, le Brésil n'aligne aucun club.
C'est le club argentin du CA San Lorenzo qui remporte le titre après avoir disposé en finale des Colombiens de l'Atlético Nacional. C'est le deuxième titre international du club, qui avait remporté la Copa Mercosur la saison précédente.

## Clubs engagés
| Huitièmes de finale | Huitièmes de finale | Huitièmes de finale | Huitièmes de finale | Huitièmes de finale | Huitièmes de finale | Huitièmes de finale | Huitièmes de finale | Huitièmes de finale | Huitièmes de finale | Huitièmes de finale | Huitièmes de finale | Huitièmes de finale | Huitièmes de finale | Huitièmes de finale | Huitièmes de finale |
| --- | --- | --- | --- | --- | --- | --- | --- | --- | --- | --- | --- | --- | --- | --- | --- |
| - CA River Plate - Vainqueur du tournoi de Clôture 2002 - Racing Club Avellaneda - 2e du classement cumulé 2001-2002 - CA Boca Juniors - 3e du classement cumulé 2001-2002 - Gimnasia y Esgrima La Plata - 4e du classement cumulé 2001-2002 - CA San Lorenzo - 5e du classement cumulé 2001-2002 | - CA River Plate - Vainqueur du tournoi de Clôture 2002 - Racing Club Avellaneda - 2e du classement cumulé 2001-2002 - CA Boca Juniors - 3e du classement cumulé 2001-2002 - Gimnasia y Esgrima La Plata - 4e du classement cumulé 2001-2002 - CA San Lorenzo - 5e du classement cumulé 2001-2002 | - CA River Plate - Vainqueur du tournoi de Clôture 2002 - Racing Club Avellaneda - 2e du classement cumulé 2001-2002 - CA Boca Juniors - 3e du classement cumulé 2001-2002 - Gimnasia y Esgrima La Plata - 4e du classement cumulé 2001-2002 - CA San Lorenzo - 5e du classement cumulé 2001-2002 | - CA River Plate - Vainqueur du tournoi de Clôture 2002 - Racing Club Avellaneda - 2e du classement cumulé 2001-2002 - CA Boca Juniors - 3e du classement cumulé 2001-2002 - Gimnasia y Esgrima La Plata - 4e du classement cumulé 2001-2002 - CA San Lorenzo - 5e du classement cumulé 2001-2002 | - CA River Plate - Vainqueur du tournoi de Clôture 2002 - Racing Club Avellaneda - 2e du classement cumulé 2001-2002 - CA Boca Juniors - 3e du classement cumulé 2001-2002 - Gimnasia y Esgrima La Plata - 4e du classement cumulé 2001-2002 - CA San Lorenzo - 5e du classement cumulé 2001-2002 | - CA River Plate - Vainqueur du tournoi de Clôture 2002 - Racing Club Avellaneda - 2e du classement cumulé 2001-2002 - CA Boca Juniors - 3e du classement cumulé 2001-2002 - Gimnasia y Esgrima La Plata - 4e du classement cumulé 2001-2002 - CA San Lorenzo - 5e du classement cumulé 2001-2002 | - CA River Plate - Vainqueur du tournoi de Clôture 2002 - Racing Club Avellaneda - 2e du classement cumulé 2001-2002 - CA Boca Juniors - 3e du classement cumulé 2001-2002 - Gimnasia y Esgrima La Plata - 4e du classement cumulé 2001-2002 - CA San Lorenzo - 5e du classement cumulé 2001-2002 | - CA River Plate - Vainqueur du tournoi de Clôture 2002 - Racing Club Avellaneda - 2e du classement cumulé 2001-2002 - CA Boca Juniors - 3e du classement cumulé 2001-2002 - Gimnasia y Esgrima La Plata - 4e du classement cumulé 2001-2002 - CA San Lorenzo - 5e du classement cumulé 2001-2002 | - Club de Deportes Cobreloa - Vainqueur du tournoi pré-Sudamericana - CD Santiago Wanderers - Vainqueur du tournoi pré-Sudamericana - América Cali - Vainqueur du tournoi Ouverture 2002 - Atlético Nacional - Finaliste du tournoi Ouverture 2002 - Club Nacional de Football - Vainqueur de la Zona Campeonato 2001 - Danubio Fútbol Club - Finaliste de la Zona Campeonato 2001 | - Club de Deportes Cobreloa - Vainqueur du tournoi pré-Sudamericana - CD Santiago Wanderers - Vainqueur du tournoi pré-Sudamericana - América Cali - Vainqueur du tournoi Ouverture 2002 - Atlético Nacional - Finaliste du tournoi Ouverture 2002 - Club Nacional de Football - Vainqueur de la Zona Campeonato 2001 - Danubio Fútbol Club - Finaliste de la Zona Campeonato 2001 | - Club de Deportes Cobreloa - Vainqueur du tournoi pré-Sudamericana - CD Santiago Wanderers - Vainqueur du tournoi pré-Sudamericana - América Cali - Vainqueur du tournoi Ouverture 2002 - Atlético Nacional - Finaliste du tournoi Ouverture 2002 - Club Nacional de Football - Vainqueur de la Zona Campeonato 2001 - Danubio Fútbol Club - Finaliste de la Zona Campeonato 2001 | - Club de Deportes Cobreloa - Vainqueur du tournoi pré-Sudamericana - CD Santiago Wanderers - Vainqueur du tournoi pré-Sudamericana - América Cali - Vainqueur du tournoi Ouverture 2002 - Atlético Nacional - Finaliste du tournoi Ouverture 2002 - Club Nacional de Football - Vainqueur de la Zona Campeonato 2001 - Danubio Fútbol Club - Finaliste de la Zona Campeonato 2001 | - Club de Deportes Cobreloa - Vainqueur du tournoi pré-Sudamericana - CD Santiago Wanderers - Vainqueur du tournoi pré-Sudamericana - América Cali - Vainqueur du tournoi Ouverture 2002 - Atlético Nacional - Finaliste du tournoi Ouverture 2002 - Club Nacional de Football - Vainqueur de la Zona Campeonato 2001 - Danubio Fútbol Club - Finaliste de la Zona Campeonato 2001 | - Club de Deportes Cobreloa - Vainqueur du tournoi pré-Sudamericana - CD Santiago Wanderers - Vainqueur du tournoi pré-Sudamericana - América Cali - Vainqueur du tournoi Ouverture 2002 - Atlético Nacional - Finaliste du tournoi Ouverture 2002 - Club Nacional de Football - Vainqueur de la Zona Campeonato 2001 - Danubio Fútbol Club - Finaliste de la Zona Campeonato 2001 | - Club de Deportes Cobreloa - Vainqueur du tournoi pré-Sudamericana - CD Santiago Wanderers - Vainqueur du tournoi pré-Sudamericana - América Cali - Vainqueur du tournoi Ouverture 2002 - Atlético Nacional - Finaliste du tournoi Ouverture 2002 - Club Nacional de Football - Vainqueur de la Zona Campeonato 2001 - Danubio Fútbol Club - Finaliste de la Zona Campeonato 2001 | - Club de Deportes Cobreloa - Vainqueur du tournoi pré-Sudamericana - CD Santiago Wanderers - Vainqueur du tournoi pré-Sudamericana - América Cali - Vainqueur du tournoi Ouverture 2002 - Atlético Nacional - Finaliste du tournoi Ouverture 2002 - Club Nacional de Football - Vainqueur de la Zona Campeonato 2001 - Danubio Fútbol Club - Finaliste de la Zona Campeonato 2001 |
| Tour préliminaire | | | | | | | | | | | | | | | |
| - Oriente Petrolero - Champion de Bolivie 2001 - Club Bolívar - Vice-champion de Bolivie 2001 - Barcelona Sporting Club - Vainqueur du tournoi Ouverture 2002 - Sociedad Deportiva Aucas - 2e du tournoi Ouverture 2002 - Club Libertad - Vainqueur du tournoi Ouverture 2002                     | - Oriente Petrolero - Champion de Bolivie 2001 - Club Bolívar - Vice-champion de Bolivie 2001 - Barcelona Sporting Club - Vainqueur du tournoi Ouverture 2002 - Sociedad Deportiva Aucas - 2e du tournoi Ouverture 2002 - Club Libertad - Vainqueur du tournoi Ouverture 2002                     | - Oriente Petrolero - Champion de Bolivie 2001 - Club Bolívar - Vice-champion de Bolivie 2001 - Barcelona Sporting Club - Vainqueur du tournoi Ouverture 2002 - Sociedad Deportiva Aucas - 2e du tournoi Ouverture 2002 - Club Libertad - Vainqueur du tournoi Ouverture 2002                     | - Oriente Petrolero - Champion de Bolivie 2001 - Club Bolívar - Vice-champion de Bolivie 2001 - Barcelona Sporting Club - Vainqueur du tournoi Ouverture 2002 - Sociedad Deportiva Aucas - 2e du tournoi Ouverture 2002 - Club Libertad - Vainqueur du tournoi Ouverture 2002                     | - Oriente Petrolero - Champion de Bolivie 2001 - Club Bolívar - Vice-champion de Bolivie 2001 - Barcelona Sporting Club - Vainqueur du tournoi Ouverture 2002 - Sociedad Deportiva Aucas - 2e du tournoi Ouverture 2002 - Club Libertad - Vainqueur du tournoi Ouverture 2002                     | - Oriente Petrolero - Champion de Bolivie 2001 - Club Bolívar - Vice-champion de Bolivie 2001 - Barcelona Sporting Club - Vainqueur du tournoi Ouverture 2002 - Sociedad Deportiva Aucas - 2e du tournoi Ouverture 2002 - Club Libertad - Vainqueur du tournoi Ouverture 2002                     | - Oriente Petrolero - Champion de Bolivie 2001 - Club Bolívar - Vice-champion de Bolivie 2001 - Barcelona Sporting Club - Vainqueur du tournoi Ouverture 2002 - Sociedad Deportiva Aucas - 2e du tournoi Ouverture 2002 - Club Libertad - Vainqueur du tournoi Ouverture 2002                     | - Oriente Petrolero - Champion de Bolivie 2001 - Club Bolívar - Vice-champion de Bolivie 2001 - Barcelona Sporting Club - Vainqueur du tournoi Ouverture 2002 - Sociedad Deportiva Aucas - 2e du tournoi Ouverture 2002 - Club Libertad - Vainqueur du tournoi Ouverture 2002                     | - Cerro Porteño - Finaliste du tournoi Ouverture 2002 - Club Alianza Lima - Vainqueur du tournoi Ouverture 2002 - Club Universitario de Deportes - Finaliste du tournoi Ouverture 2002 - Monagas SC - 2e du classement cumulé 2001-2002 - Deportivo Táchira FC - 4e du classement cumulé 2001-2002                                                                                 | - Cerro Porteño - Finaliste du tournoi Ouverture 2002 - Club Alianza Lima - Vainqueur du tournoi Ouverture 2002 - Club Universitario de Deportes - Finaliste du tournoi Ouverture 2002 - Monagas SC - 2e du classement cumulé 2001-2002 - Deportivo Táchira FC - 4e du classement cumulé 2001-2002                                                                                 | - Cerro Porteño - Finaliste du tournoi Ouverture 2002 - Club Alianza Lima - Vainqueur du tournoi Ouverture 2002 - Club Universitario de Deportes - Finaliste du tournoi Ouverture 2002 - Monagas SC - 2e du classement cumulé 2001-2002 - Deportivo Táchira FC - 4e du classement cumulé 2001-2002                                                                                 | - Cerro Porteño - Finaliste du tournoi Ouverture 2002 - Club Alianza Lima - Vainqueur du tournoi Ouverture 2002 - Club Universitario de Deportes - Finaliste du tournoi Ouverture 2002 - Monagas SC - 2e du classement cumulé 2001-2002 - Deportivo Táchira FC - 4e du classement cumulé 2001-2002                                                                                 | - Cerro Porteño - Finaliste du tournoi Ouverture 2002 - Club Alianza Lima - Vainqueur du tournoi Ouverture 2002 - Club Universitario de Deportes - Finaliste du tournoi Ouverture 2002 - Monagas SC - 2e du classement cumulé 2001-2002 - Deportivo Táchira FC - 4e du classement cumulé 2001-2002                                                                                 | - Cerro Porteño - Finaliste du tournoi Ouverture 2002 - Club Alianza Lima - Vainqueur du tournoi Ouverture 2002 - Club Universitario de Deportes - Finaliste du tournoi Ouverture 2002 - Monagas SC - 2e du classement cumulé 2001-2002 - Deportivo Táchira FC - 4e du classement cumulé 2001-2002                                                                                 | - Cerro Porteño - Finaliste du tournoi Ouverture 2002 - Club Alianza Lima - Vainqueur du tournoi Ouverture 2002 - Club Universitario de Deportes - Finaliste du tournoi Ouverture 2002 - Monagas SC - 2e du classement cumulé 2001-2002 - Deportivo Táchira FC - 4e du classement cumulé 2001-2002                                                                                 | - Cerro Porteño - Finaliste du tournoi Ouverture 2002 - Club Alianza Lima - Vainqueur du tournoi Ouverture 2002 - Club Universitario de Deportes - Finaliste du tournoi Ouverture 2002 - Monagas SC - 2e du classement cumulé 2001-2002 - Deportivo Táchira FC - 4e du classement cumulé 2001-2002                                                                                 |

## Compétition

### Tour préliminaire
| Équipe 1                       | Résultat | Équipe 2                 | Aller | Retour |
| ------------------------------ | -------- | ------------------------ | ----- | ------ |
| Monagas SC                     | 3 - 2    | Deportivo Táchira FC     | 0 - 2 | 3 - 0  |
| Club Libertad                  | 3 - 0    | Cerro Porteño            | 2 - 0 | 1 - 0  |
| Oriente Petrolero              | 3 - 4    | Club Bolívar             | 2 - 4 | 1 - 0  |
| Club Universitario de Deportes | 0 - 2    | Club Alianza Lima        | 0 - 1 | 0 - 1  |
| Barcelona Sporting Club        | 3 - 1    | Sociedad Deportiva Aucas | 2 - 1 | 1 - 0  |

### Huitièmes de finale
| Équipe 1                    | Résultat      | Équipe 2                | Aller | Retour |
| --------------------------- | ------------- | ----------------------- | ----- | ------ |
| CA River Plate              | 0 - 1         | Racing Club Avellaneda  | 0 - 1 | 0 - 0  |
| CA San Lorenzo              | 8 - 1         | Monagas SC              | 3 - 0 | 5 - 1  |
| Gimnasia y Esgrima La Plata | 3 - 1         | CA Boca Juniors         | 3 - 1 | 0 - 0  |
| Club Libertad               | 1 - 3         | Club Bolívar            | 0 - 2 | 1 - 1  |
| Club Nacional de Football   | 3 - 1         | Danubio Fútbol Club     | 1 - 1 | 2 - 0  |
| Club Alianza Lima           | 2 - 2 6-5 tab | Barcelona Sporting Club | 0 - 1 | 2 - 1  |
| Club de Deportes Cobreloa   | 2 - 4         | CD Santiago Wanderers   | 0 - 1 | 2 - 3  |
| América Cali                | 1 - 3         | Atlético Nacional       | 0 - 1 | 1 - 2  |

### Quarts de finale
| Équipe 1                    | Résultat      | Équipe 2          | Aller | Retour |
| --------------------------- | ------------- | ----------------- | ----- | ------ |
| Racing Club Avellaneda      | 3 - 3 3-4 tab | CA San Lorenzo    | 1 - 3 | 2 - 0  |
| Gimnasia y Esgrima La Plata | 3 - 4         | Club Bolívar      | 1 - 4 | 2 - 0  |
| Club Nacional de Football   | 3 - 2         | Club Alianza Lima | 0 - 1 | 3 - 1  |
| CD Santiago Wanderers       | 2 - 2 5-6 tab | Atlético Nacional | 1 - 2 | 1 - 0  |

### Demi-finales
| Équipe 1                  | Résultat      | Équipe 2          | Aller | Retour |
| ------------------------- | ------------- | ----------------- | ----- | ------ |
| CA San Lorenzo            | 5 - 4         | Club Bolívar      | 1 - 2 | 4 - 2  |
| Club Nacional de Football | 3 - 3 3-5 tab | Atlético Nacional | 1 - 2 | 2 - 1  |

### Finale
| Finale aller     | Atlético Nacional | 0 – 4 | CA San Lorenzo                                                 | Stade Atanasio-Girardot, Medellin                          |                                                            |
| 27 novembre 2002 |                   |       | Saja 2e (pen.) · Michelini 25e · Romagnoli 52e · Astudillo 67e | Spectateurs : 45 000 Arbitrage : Márcio Rezende de Freitas | Spectateurs : 45 000 Arbitrage : Márcio Rezende de Freitas |

| Finale retour    | CA San Lorenzo | 0 - 0 | Atlético Nacional | Estadio Pedro Bidegain, Buenos Aires               |                                                    |
| 11 décembre 2002 |                |       |                   | Spectateurs : 40 779 Arbitrage : Epifanio González | Spectateurs : 40 779 Arbitrage : Epifanio González |

| Vainqueur de la Copa Sudamericana 2002 |
| -------------------------------------- |
| Drapeau de l'Argentine                 |
| CA San Lorenzo Premier titre           |

### Meilleurs buteurs
4 buts :
- Rodrigo Astudillo (CA San Lorenzo)
- Gonzalo Galindo (Bolivar La Paz)
- Pierre Webo (Nacional Montevideo)